# Hirtshals Seafood
Hirtshals Seafood A/S er en dansk producent af marinerede sild og forskellige røgede fiskeprodukter. De har hovedkvarter i Hirtshals, hvor Sven Erik Christensen etablerede virksomheden i 1987. Sven Erik Christensen er fortsat ejer af Hirtshals Seafood. De sælger deres fiskeprodukter under mærkerne Hirtshals Sild, Skipper og Hirtshals Røgeri. Der er ca. 44 ansatte i Hirtshals Seafood. 